# 李神通
李 神通（り しんつう、建徳6年（577年） - 貞観4年12月21日（631年1月28日））は、中国の唐の宗室。鄭孝王李亮（李虎の八男）の子。唐の高祖李淵の従弟にあたる。諱は寿、字は神通。李神符の兄。

## 経歴
隋の大業末年、神通は長安にいた。大業13年（617年）、李淵が太原で起兵すると、神通は隋の官吏の捕縛を逃れるため、鄠県の南の山に入った。史万宝・裴勣・柳崇礼らと呼応し、司竹園の賊の何潘仁と結び、平陽公主の兵と合流して、鄠県を平定した。関中道行軍総管を自称し、史万宝を副総管とし、裴勣を長史とし、柳崇礼を司馬とし、令狐徳棻を記室とした。李淵がこれを聞くと、神通は光禄大夫に任ぜられ、趙興郡公に封ぜられ、食邑二千戸を受けた。唐軍が長安を平定すると、神通は宗正寺卿に任ぜられ、食邑五千戸に加増された。まもなく左領都督に転じ、皇城の宿衛をつかさどった。
武徳元年（618年）、唐が建国されると、右翊衛大将軍に任ぜられ、永康郡王に封ぜられた。さらに淮安郡王に改封された。山東道安撫大使に任ぜられ、黄門侍郎の崔民幹を副使として、魏県で宇文化及を討った。宇文化及が聊城に敗走すると、神通は北に追撃し、宇文化及は食糧が尽きて降伏を願い出たが、神通は受けいれなかった。崔民幹は降伏を容れるよう勧めたが、神通は「わが軍は長く雨露に耐えてきたが、いま賊は食糧も尽き、旦夕のうちに勝利できよう。これを撃破すれば、玉帛で戦果に報いることもできる。もし降伏させてしまったら、わたしはどこから手を借りたらいいのか」と言って受け入れなかった。崔民幹はさらに「宇文化及を平定する前に、竇建徳がやってくる可能性があり、そうなると我らは両賊の間に挟まれて危険に陥ります。いま玉帛を貪ろうとしたために、敗れることとなるでしょう」と言った。神通は怒って、崔民幹を軍中に捕らえた。たまたま宇文士及が済北から許軍に補給したので、宇文化及は勢力を回復した。神通は兵を進めてその城塁に迫り、貝州刺史の趙君徳を先頭にして城壁に取りつかせたが、神通は趙君徳が功績を立てるのを嫌って、戦闘をやめさせた。趙君徳は怒って罵りながら帰還し、聊城は再び堅く守られた。神通は兵を分けて魏州に派遣し、攻城道具を取りに行かせたが、途中で莘県の人々に敗れた。竇建徳の軍がやってくると、神通は軍を退かせた。二日ののち、竇建徳が聊城を抜くと、その勢力は膨張し、山東の州県は竇建徳になびいた。神通の麾下の多くは滅び、神通は退却して黎陽を守り、李勣を頼ったが、まもなく竇建徳に捕らえられた。のちに同安公主とともに唐に帰還した。
武徳4年（621年）、竇建徳が滅ぶと、河北行台左僕射として再び起用された。武徳5年（622年）、秦王李世民に従って劉黒闥を討ち、左武衛大将軍に転じた。貞観元年（627年）、開府儀同三司に任ぜられ、益州に別封五百戸を受けた。
貞観4年12月21日（631年1月28日）に長安の延福里の邸で世を去ると、司空の位を追贈された。諡を靖といった。貞観5年12月11日（632年1月8日）、雍州三原県の万寿原に葬られた。

## 子女
1. 李道彦（膠東郡公）
2. 李孝詧（高密郡公）
3. 李孝同（淄川郡公）
4. 李孝慈（広平郡公）
5. 李孝友（河間郡公、尚書左丞）
6. 李孝節（清河郡公、霊州都督）
7. 李孝義（膠西郡公、司農寺卿）
8. 李孝鋭（塩州刺史）
9. 李孝逸（呉国公）
10. 李孝廉（越州都督）

## 伝記資料
- 『旧唐書』巻六十 列伝第十「宗室伝」
- 『新唐書』巻七十八 列伝第三「宗室伝」
- 大唐故司空公上柱国淮安靖王墓誌銘